# Circuito de Potrero de los Funes
El Circuito de Potrero de los Funes fue un circuito de carreras semipermanente ubicado en la localidad de Potrero de los Funes, provincia de San Luis, Argentina. El trazado, de 6.270 metros de extensión, utilizaba las calles de la población que bordean el Embalse Potrero de los Funes y contó con capacidad para 52.000 espectadores, llegando a estar catalogado por la FIA como circuito de grado 2. Se estrenó en noviembre del año 2008 con una fecha de automovilismo de velocidad en la que participaron el Campeonato FIA GT, el Turismo Competición 2000, la Fórmula Renault Argentina, la Copa Mégane y automóviles históricos; y fue usado por última vez para pruebas de velocidad en 2018.

## Historia
La construcción comenzó a principios del año 2008 por parte del gobierno de la provincia de San Luis, extendiéndose por 10 meses, y fue inaugurado en 23 de noviembre del mismo año, recibiendo en una misma jornada al TC2000 y a la FIA GT. El costo del armado del circuito osciló en 56 millones de pesos (aproximadamente 1 millón de dólares).
En su debut como circuito del Campeonato FIA GT, el organizador de campeonatos de gran turismos Stéphane Ratel ubicó al circuito entre los "grandes circuitos del mundo" junto con la Sarthe, Spa-Francorchamps y Mount Panorama.
En el Campeonato FIA GT de 2009 el circuito no formó parte del calendario. En agosto de ese año se disputó por primera vez, desde la reinauguración del circuito, una competición de Turismo Carretera en la cual resultó vencedor Juan Bautista De Benedictis. De igual forma, el circuito formó parte del calendario de la temporada 2009 del TC2000, resultando vencedor Gabriel Ponce de León del equipo Ford-YPF. En 2010 en la última fecha del reformulado Campeonato Mundial de GT1.
Actualmente el circuito ya no puede ser utilizado para carreras automovilísticas debido a que los vecinos de Potrero de Los Funes le ganaron un juicio a la provincia por contaminación sonora, del paisaje y por ser considerada la zona como un lugar de descanso.[cita requerida] Los componentes del circuito están siendo desmantelados actualmente.

## Datos técnicos
El circuito cuenta con 6270 metros de longitud y 14 metros de ancho, con banquinas de 3 metros.
Los boxes poseen todas las comodidades necesarias para los equipos, así como equipamiento tecnológico requerido por la FIA, tales como conexión telefónica e internet.
La torre de control cuenta con una sala de prensa, que dispone de todos los servicios de comunicación, telefonía fija y móvil e internet, con el objetivo de facilitar a los periodistas sus tareas. También cuenta con un hospital, helipuerto y baños.

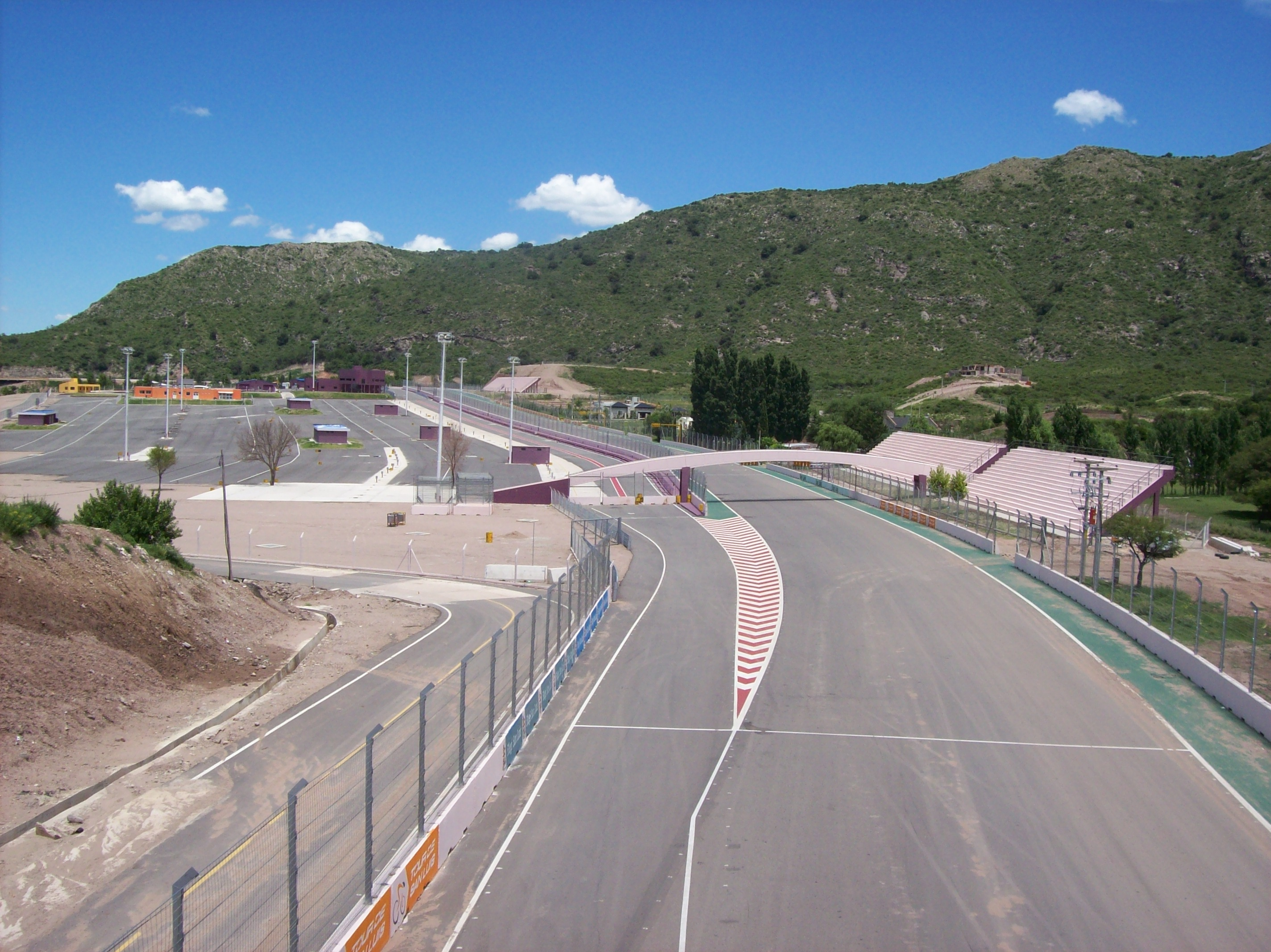
Imagen de Boxes y Recta principal.

## Resultados

### FIA GT
| Año  | GT1                        | GT1         | GT1         | GT2                             | GT2          | GT2                  |
| Año  | Piloto                     | Automóvil   | Equipo      | Piloto                          | Automóvil    | Equipo               |
| ---- | -------------------------- | ----------- | ----------- | ------------------------------- | ------------ | -------------------- |
| 2008 | Anthony Kumpen Bert Longin | Saleen S7-R | Peka Racing | Luis Pérez Companc Matías Russo | Ferrari F430 | Advanced Engineering |

### FIA GT1 World
| Año  | Piloto                                | Automóvil        | Equipo    |
| ---- | ------------------------------------- | ---------------- | --------- |
| 2010 | Frédéric Makowiecki - Yann Clairay    | Aston Martin DB9 | Hexis AMR |
| 2011 | Francesco Pastorelli - Yelmer Buurman | Corvette Z06     | Exim Bank |

### Turismo Competición 2000

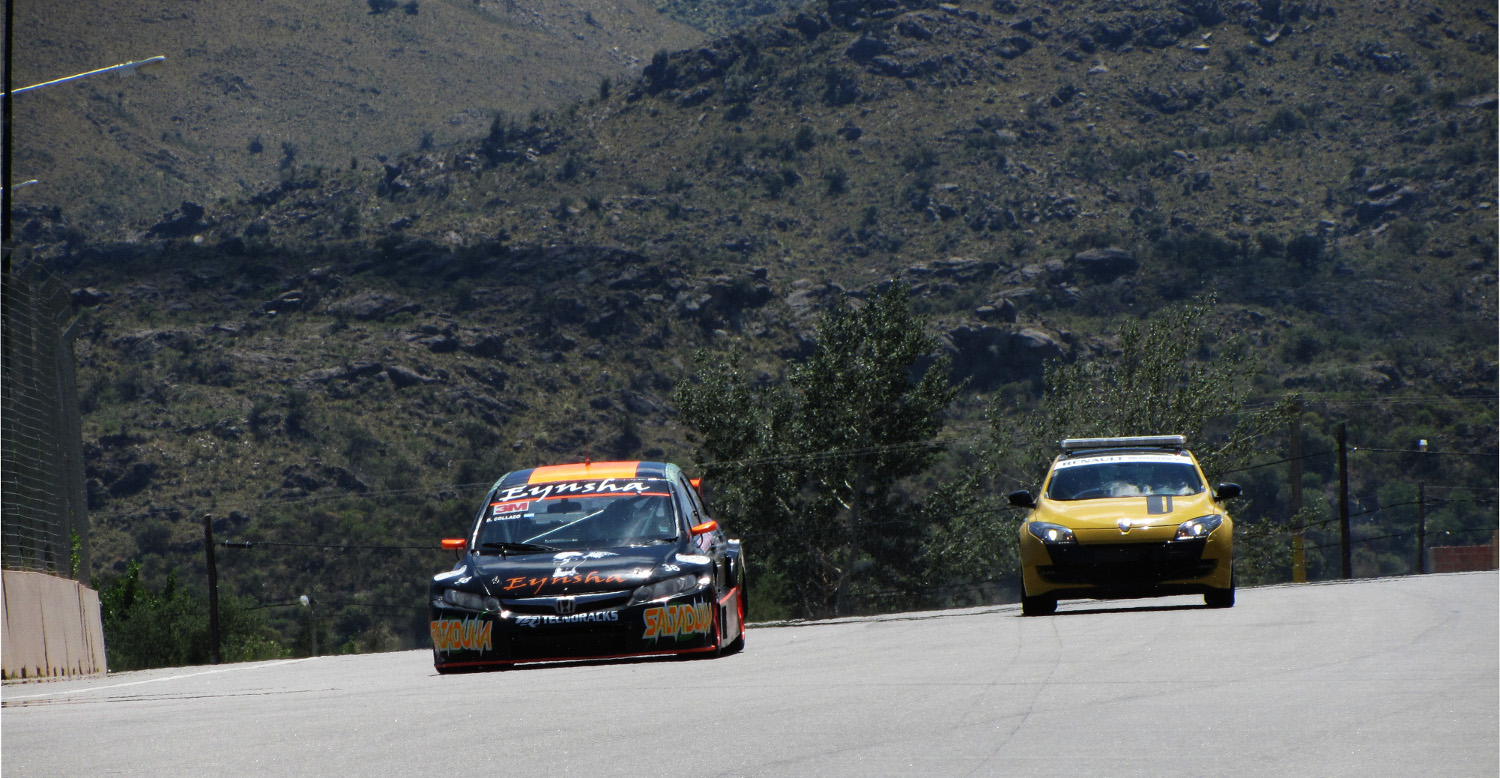
El TC2000 en Potrero de los Funes en el 2011.

| Año  | Piloto                               | Automóvil         | Equipo                     |
| ---- | ------------------------------------ | ----------------- | -------------------------- |
| 2008 | José María López                     | Honda Civic VIII  | Honda Petrobras            |
| 2009 | Gabriel Ponce de León / Daniel Serra | Ford Focus        | Ford-YPF                   |
| 2010 | Matías Rossi                         | Renault Megane II | Renault Lo Jack Team       |
| 2011 | Fabián Yannantuoni                   | Ford Focus II     | Ford YPF - HAZ Racing Team |

### TC 2000
| 2012 | Gerardo Salaverría    | Ford Focus II   | PSG-16 Team |
| 2013 | Lucas Colombo Russell | Chevrolet Cruze | Pro Racing  |

### Súper TC2000

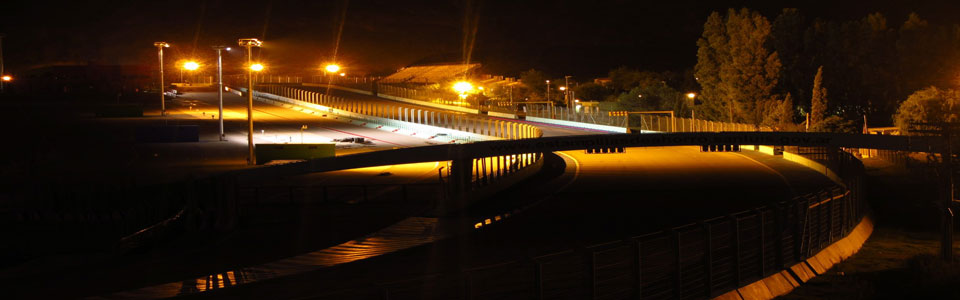
Vista nocturna del Circuito de Potrero de los Funes.

| Año  | Piloto           | Automóvil       | Equipo                       |
| ---- | ---------------- | --------------- | ---------------------------- |
| 2012 | Néstor Girolami  | Peugeot 408     | Peugeot Cobra Team           |
| 2013 | José María López | Fiat Linea      | Equipo Oficial Fiat Petronas |
| 2014 | Facundo Ardusso  | Fiat Linea      | Equipo Oficial Fiat Petronas |
| 2017 | Facundo Chapur   | Peugeot 408     | Team Peugeot Total Argentina |
| 2018 | Bernardo Llaver  | Chevrolet Cruze | Chevrolet YPF Pro Racing     |

### Top Race V6
| Año  | Piloto           | Automóvil             | Equipo     |
| ---- | ---------------- | --------------------- | ---------- |
| 2013 | Agustín Canapino | Mercedes-Benz Clase C | Sport Team |
| 2014 | Agustín Canapino | Mercedes-Benz Clase C | Sport Team |

### Turismo Carretera
| Año  | Piloto                      | Automóvil       | Equipo                                    |
| ---- | --------------------------- | --------------- | ----------------------------------------- |
| 1978 | Juan María Traverso         | Ford Falcon     | Comisión de Concesionarios Ford Argentina |
| 1987 | Roberto Mouras              | Chevrolet Chevy | JP Toro Mouras Carlos Casares             |
| 2009 | Juan Bautista De Benedictis | Ford Falcon     | Rush Racing                               |

### Turismo Nacional
| Año  | Piloto        | Automóvil           | Equipo        |
| ---- | ------------- | ------------------- | ------------- |
| 2018 | Leonel Pernía | Honda All New Civic | Chetta Racing |

### Récords de vueltas

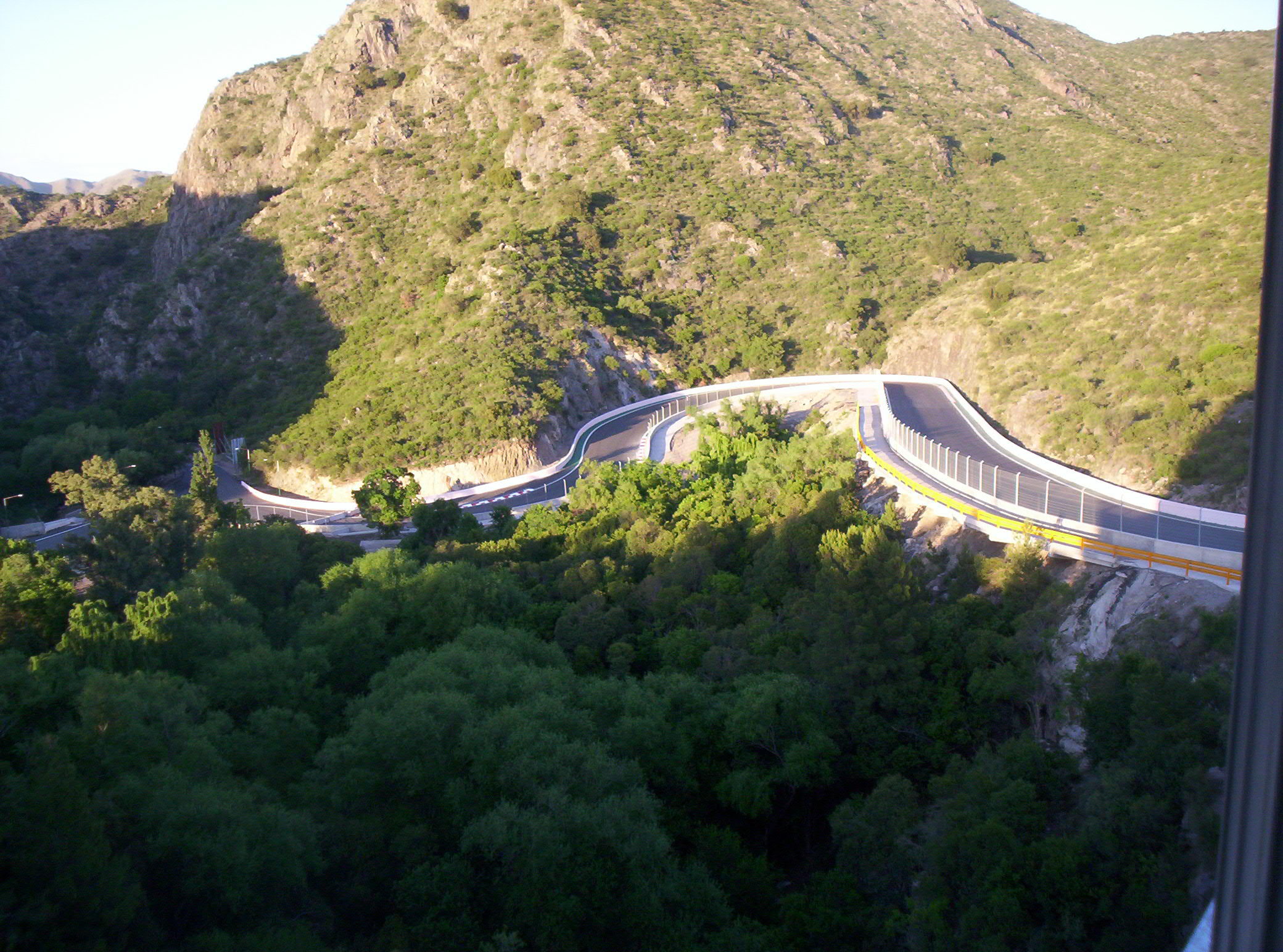
Potrero de los Funes en 2008

| Categoría           | Año  | Piloto           | Automóvil       | Equipo                               | Tiempo                   |
| ------------------- | ---- | ---------------- | --------------- | ------------------------------------ | ------------------------ |
| FIA GT1             | 2008 | Marcel Fässler   | Corvette Z06    | Phoenix Racing                       | 2:13.236 a 169,410 km/h. |
| FIA GT1 World       | 2010 | Lucas Luhr       | Nissan GT-R     | JR Motorsports                       | 2:14.152 a 168,300 km/h. |
| FIA GT2             | 2008 | Matías Russo     | Ferrari F430    | Advanced Engineering                 | 2:19.066 a 162,310 km/h. |
| Súper TC 2000       | 2012 | José María López | Ford Focus      | PSG16                                | 2:25.970 a 154,636 km/h. |
| Top Race V6         | 2013 | José María López | Ford Mondeo     | PSG16                                | 2:26.508 a 154,066 km/h. |
| Turismo Carretera   | 2009 | José María López | Torino          | HAZ Racing Team                      | 2:27.172 a 152,707 km/h. |
| TC Pista            | 2009 | Matías Rodríguez | Chevrolet Chevy | Urtubey Competición                  | 2:30.766 a 149,238 km/h. |
| TC 2000             | 2011 | Agustín Canapino | Chevrolet Cruze | Equipo Oficial Chevrolet - JP Racing | 2:28.096 a 152.415 km/h. |
| Fórmula Renault 2.0 | 2011 | Mario Gerbaldo   | Tito            | Litoral Group                        | 2:29.561 a 150.922 km/h. |